# Districtul Brida
Brida este un district din provincia Laghouat, Algeria.